# Artigo Quarto da Constituição dos Estados Unidos
O Artigo Quarto da Constituição dos Estados Unidos descreve a relação entre os estados, bem como a relação entre cada estado e o governo federal dos Estados Unidos. Ele também dá poderes ao Congresso para admitir novos estados e administrar os territórios e outras terras federais.
A Cláusula de Plena Fé e Crédito exige que os estados estendam "plena fé e crédito" aos atos públicos, registros e processos judiciais de outros estados. A Suprema Corte decidiu que essa cláusula impede que os estados reabram casos que tenham sido decididos de forma conclusiva pelos tribunais de outro estado. A Cláusula de Privilégios e Imunidades exige a proteção interestadual de "privilégios e imunidades", impedindo que cada estado trate cidadãos de outros estados de forma discriminatória. A Cláusula de Extradição exige que os fugitivos da justiça sejam extraditados a pedido da autoridade executiva do estado do qual fogem. Desde o caso Porto Rico v. Branstad, de 1987, os tribunais federais também podem usar a Cláusula de Extradição para exigir a extradição de fugitivos. A Cláusula do Escravo Fugitivo exige a devolução de escravos fugitivos; essa cláusula não foi revogada, mas foi invalidada pela Décima Terceira Emenda, que aboliu a servidão involuntária, exceto no sistema prisional.
A Cláusula de Admissões concede ao Congresso a autoridade para admitir novos estados, mas proíbe a criação de novos estados a partir de partes de estados existentes sem o consentimento dos estados afetados. A Suprema Corte considerou que a Constituição exige que todos os estados sejam admitidos em condições de igualdade, embora a Cláusula de Admissões não inclua expressamente essa exigência. A Cláusula de Propriedade concede ao Congresso o poder de criar leis para os territórios e outras terras federais. A Cláusula de Garantia determina que os Estados Unidos garantam que todos os estados tenham uma "forma republicana de governo", embora não defina esse termo. O Artigo Quatro também exige que os Estados Unidos protejam cada estado contra invasões e, a pedido de um estado, contra "violência doméstica".

## Seção 1: Fé plena e crédito
Em cada Estado, deverá ser dada plena fé e crédito aos atos públicos, registros e procedimentos judiciais de todos os outros Estados. E o Congresso pode, por meio de leis gerais, prescrever a maneira pela qual tais atos, registros e procedimentos devem ser comprovados e o efeito disso.
A primeira seção exige que os estados estendam "plena fé e crédito" aos atos públicos, registros e procedimentos judiciais de outros estados. O Congresso pode regulamentar a maneira pela qual a prova de tais atos, registros ou procedimentos pode ser admitida.
Em Mills v. Duryee (1813), a Suprema Corte dos Estados Unidos decidiu que o mérito de um caso, conforme decidido pelos tribunais de um estado, deve ser reconhecido pelos tribunais de outros estados; os tribunais estaduais não podem reabrir casos que tenham sido decididos de forma conclusiva pelos tribunais de outro estado. Posteriormente, o Chefe de Justiça John Marshall sugeriu que a sentença de um tribunal estadual deve ser reconhecida pelos tribunais de outros estados como definitiva. No entanto, em McElmoyle v. Cohen (1839), o tribunal ouviu um caso em que uma das partes obteve uma sentença na Carolina do Sul e tentou executá-la na Geórgia, que tinha um estatuto de limitações que impedia ações sobre sentenças após um determinado período de tempo desde que a sentença foi proferida. O tribunal manteve a recusa da Geórgia em executar a sentença da Carolina do Sul e considerou que as sentenças de fora do estado estão sujeitas à lei processual dos estados em que são executadas, não obstante qualquer prioridade concedida nos estados em que são emitidas.

## Seção 2: Direitos dos cidadãos do estado; direitos de extradição

### Cláusula 1: Privilégios e imunidades
Os cidadãos de cada Estado terão direito a todos os privilégios e imunidades dos cidadãos dos diversos Estados.
A Cláusula Primeira da Seção 2 exige a proteção interestadual de "privilégios e imunidades". A ambiguidade da cláusula deu origem a interpretações diferentes. Alguns afirmam que a cláusula exige que o Congresso trate todos os cidadãos igualmente. Outros sugerem que os cidadãos dos estados têm os direitos concedidos por seus estados de origem quando viajam para outros estados.

Nenhuma dessas teorias foi endossada pela Suprema Corte, que considerou que a cláusula significa que um estado não pode discriminar cidadãos de outros estados em favor de seus próprios cidadãos. Em Corfield v. Coryell (1823), o tribunal do circuito federal considerou que os privilégios e imunidades em relação aos quais a discriminação é proibida incluem:
o direito de um cidadão de um Estado de passar ou residir em qualquer outro Estado, para fins de comércio, agricultura, atividades profissionais ou outros; de reivindicar os benefícios do mandado de habeas corpus; de instituir e manter ações de qualquer tipo nos tribunais do Estado; de tomar, manter e dispor de propriedades, reais ou pessoais; e uma isenção de impostos ou imposições mais altos do que os pagos pelos outros cidadãos do Estado.
A maioria dos outros benefícios foi considerada como não sendo privilégios e imunidades protegidos. Em Corfield, o tribunal de circuito manteve uma lei de Nova Jersey que dava aos residentes do estado o direito exclusivo de colher mariscos e ostras.

### Cláusula 2: Extradição de fugitivos
Uma pessoa acusada em qualquer Estado de traição, crime ou outro crime, que fugir da justiça e for encontrada em outro Estado, deverá, a pedido da autoridade executiva do Estado do qual fugiu, ser entregue para ser removida para o Estado com jurisdição sobre o crime.
A Cláusula Segunda exige que os fugitivos da justiça possam ser extraditados mediante solicitação da autoridade executiva do estado do qual fugiram. A Suprema Corte decidiu que não é obrigatório que o fugitivo tenha fugido após a emissão de uma acusação, mas apenas que ele tenha fugido após ter cometido o crime. A Constituição prevê a extradição de fugitivos que tenham cometido "traição ou outro crime", o que incorpora todos os atos proibidos pelas leis de um estado, inclusive contravenções e pequenos delitos.
Em Kentucky v. Dennison (1860), a Suprema Corte decidiu que os tribunais federais não podem obrigar os governadores estaduais a entregar fugitivos por meio da emissão de mandados de segurança. A decisão de Dennison foi anulada pelo caso Porto Rico v. Branstad (1987); agora, os tribunais federais podem exigir a extradição de fugitivos, que geralmente não podem contestar os procedimentos de extradição.
Os motivos do governador que exige a extradição não podem ser questionados. O acusado não pode se defender das acusações no estado de extradição; o fugitivo deve fazê-lo no estado que o recebe. Entretanto, o acusado pode impedir a extradição oferecendo provas claras de que não estava no estado do qual supostamente fugiu no momento do crime. Não há exigência constitucional de que os fugitivos extraditados sejam julgados apenas pelos crimes mencionados no processo de extradição.
Os fugitivos trazidos para os estados por outros meios que não a extradição podem ser julgados, mesmo que o meio de transporte tenha sido ilegal; a Suprema Corte assim decidiu em Mahon v. Justice (1888), onde um grupo de homens armados do Kentucky capturou à força, sem mandado, um homem na Virgínia Ocidental e o levou de volta ao Kentucky para prisão formal e julgamento.

### Cláusula 3: Cláusula do Escravo Fugitivo
Nenhuma pessoa mantida em serviço ou trabalho em um Estado, de acordo com suas leis, que escapar para outro, deverá, em consequência de qualquer lei ou regulamento desse Estado, ser dispensada de tal serviço ou trabalho, mas deverá ser entregue mediante reivindicação da parte a quem tal serviço ou trabalho seja devido.
Pierce Butler e Charles Pinckney, ambos da Carolina do Sul, submeteram essa cláusula à Convenção Constitucional. James Wilson, da Pensilvânia, se opôs, afirmando que isso exigiria que os governos estaduais impusessem a escravidão às custas dos contribuintes. Butler retirou a cláusula. No entanto, no dia seguinte, a cláusula foi discretamente reintegrada e adotada pela Convenção sem objeções. Essa seção foi acrescentada à cláusula que previa a extradição de fugitivos da justiça.
Quando foi adotada pela primeira vez, essa cláusula se aplicava a escravos fugitivos e exigia que eles fossem extraditados mediante as reivindicações de seus senhores, mas não fornecia meios para isso. A Lei do Escravo Fugitivo de 1793 criou o mecanismo para recuperar um escravo fugitivo, anulou todas as leis estaduais que davam refúgio, tornou crime federal ajudar um escravo fugitivo e permitiu a entrada de caçadores de escravos em todos os estados e territórios dos EUA. Como os estados livres tentaram enfraquecer a lei federal, foi promulgada a Lei do Escravo Fugitivo de 1850, ainda mais severa.
Em 1864, durante a Guerra Civil, um esforço para revogar essa cláusula da Constituição fracassou. A votação na Câmara foi de 69 votos a favor da revogação e 38 contra, o que foi inferior à votação de dois para um necessária para alterar a Constituição. Essa cláusula foi praticamente anulada quando a Décima Terceira Emenda aboliu a servidão involuntária.

## Seção 3: Novos estados e propriedade federal

### Cláusula 1: Admissão de novos estados
Novos Estados podem ser admitidos pelo Congresso nesta União; mas nenhum novo Estado será formado ou erigido dentro da jurisdição de qualquer outro Estado; nem qualquer Estado será formado pela junção de dois ou mais Estados, ou partes de Estados, sem o consentimento das legislaturas dos Estados envolvidos, bem como do Congresso.
A Primeira Cláusula da Seção Três, também conhecida como Cláusula de Admissão, concede ao Congresso a autoridade para admitir novos estados na União. Desde o estabelecimento dos Estados Unidos em 1776, o número de estados se expandiu dos 13 originais para 50. Ela também proíbe a criação de novos estados a partir de partes de estados existentes sem o consentimento dos estados afetados e do Congresso. Essa última disposição foi projetada para dar aos estados do leste que ainda tinham reivindicações de terras do oeste (por exemplo, Virgínia e Carolina do Norte) o direito de veto sobre a possibilidade de seus condados do oeste (que eventualmente se tornaram Kentucky e Tennessee) se tornarem estados. Posteriormente, isso seria aplicado com relação à formação do Maine (de Massachusetts) e da Virgínia Ocidental (da Virgínia).
Na Convenção Constitucional de 1787, uma proposta para incluir a frase "os novos Estados serão admitidos nos mesmos termos que os Estados originais" foi negada. Temia-se que o poder político dos futuros novos estados do oeste acabasse sobrepujando o dos estados estabelecidos do leste. Entretanto, assim que a nova Constituição entrou em vigor, o Congresso admitiu Vermont e Kentucky em igualdade de condições e, posteriormente, formalizou a condição em seus atos de admissão para os estados subsequentes, declarando que o novo estado entra "em pé de igualdade com os estados originais em todos os aspectos". O Congresso, utilizando a discrição permitida pelos autores, adotou uma política de igualdade de status para todos os estados recém-admitidos. Com o crescimento da defesa dos direitos dos estados durante o período anterior à guerra, a Suprema Corte afirmou, em Lessee of Pollard v. Hagan (1845), que a Constituição exigia a admissão de novos estados com base na igualdade.

As restrições do Congresso sobre a igualdade dos estados, mesmo quando essas limitações foram encontradas nos atos de admissão, foram consideradas nulas pela Suprema Corte. Por exemplo, a Suprema Corte anulou uma disposição que limitava a jurisdição do estado do Alabama sobre as águas navegáveis dentro do estado e decidiu:
O Alabama tem, portanto, direito à soberania e jurisdição sobre todo o território dentro de seus limites [...] sustentar qualquer outra doutrina é negar que o Alabama foi admitido na união em pé de igualdade com os estados originais [...] ao Alabama pertencem as águas navegáveis e os solos sob elas.
A doutrina também pode ser aplicada em detrimento dos estados, como ocorreu com o Texas. Antes de ser admitido na União, o Texas, como uma nação independente, controlava as águas a menos de três milhas da costa, o limite normal para as nações. No entanto, de acordo com a doutrina da igualdade de condições, o Texas não tinha controle sobre a faixa de três milhas após a admissão na União, porque os estados originais não controlavam essas águas no momento da adesão à união. Em vez disso, ao entrar para a União, o Texas foi considerado como tendo cedido ao Congresso o controle sobre a água e o solo sob ela. De acordo com a Lei de Terras Submersas de 1953, o Congresso devolveu o território marítimo a alguns estados, mas não a outros; a lei foi apoiada pela Suprema Corte.

A constituição não trata da questão de um estado poder ou não deixar unilateralmente a União ou se separar dela. Entretanto, a Suprema Corte, no caso Texas v. White (1869), foi decidido que um estado não pode fazer isso unilateralmente.
Portanto, quando o Texas se tornou um dos Estados Unidos, ele entrou em uma relação indissolúvel. Todas as obrigações de união perpétua e todas as garantias de um governo republicano na União foram imediatamente anexadas ao Estado. O ato que consumou sua admissão na União foi algo mais do que um pacto; foi a incorporação de um novo membro ao corpo político. E foi definitivo. A união entre o Texas e os outros Estados era tão completa, tão perpétua e tão indissolúvel quanto a união entre os Estados originais. Não havia lugar para reconsideração ou revogação, exceto por meio de revolução ou consentimento dos Estados.

### Cláusula 2: Cláusula de Propriedade
O Congresso terá o poder de dispor e fazer todas as regras e regulamentos necessários com relação ao território ou outra propriedade pertencente aos Estados Unidos; e nada nesta Constituição deverá ser interpretado de modo a prejudicar quaisquer reivindicações dos Estados Unidos ou de qualquer Estado em particular.
Essa cláusula, comumente conhecida como Cláusula de Propriedade ou Cláusula Territorial, concede ao Congresso a autoridade constitucional para a administração e o controle de todos os territórios ou outras propriedades pertencentes aos Estados Unidos. Além disso, a cláusula também proclama que nada contido na Constituição pode ser interpretado de forma a prejudicar qualquer reivindicação dos Estados Unidos ou de qualquer Estado em particular.
O governo federal possui cerca de 28% das terras dos Estados Unidos. Essas propriedades incluem parques nacionais, florestas nacionais, áreas de recreação, refúgios de vida selvagem, vastas extensões de campos e terras públicas administradas pelo Departamento de Gestão de Terras, reservas mantidas em confiança para tribos nativas americanas, bases militares e edifícios e instalações federais comuns. Embora a propriedade federal possa ser encontrada em todos os estados, as maiores concentrações estão no oeste.
De acordo com uma cláusula paralela no Artigo Primeiro, Seção Oito, a Suprema Corte decidiu que os estados não podem tributar essa propriedade federal. No caso Kleppe v. Novo Mexico, a Suprema Corte decidiu que a Lei Federal Wild Horse and Burro de 1971 era um exercício constitucional do poder do Congresso de acordo com a Cláusula de Propriedade - pelo menos na medida em que foi aplicada a uma descoberta de invasão. O caso proibia a entrada em terras públicas dos Estados Unidos e a remoção de burros selvagens de acordo com a Lei de Estratificação do Novo México.
Uma questão importante no início do século XX era se a Constituição inteira se aplicava aos territórios chamados de áreas insulares pelo Congresso. Em uma série de pareceres da Suprema Corte dos Estados Unidos, conhecidos como Casos Insulares, a Corte decidiu que os territórios pertenciam aos Estados Unidos, mas não faziam parte deles. Portanto, de acordo com a Cláusula Territorial, o Congresso tinha o poder de determinar quais partes da Constituição se aplicavam aos territórios. Essas decisões ajudaram a moldar a opinião pública entre os porto-riquenhos durante o debate contínuo sobre o status político da comunidade.

## Seção 4: Obrigações dos Estados Unidos

### Cláusula 1: Governo republicano
Os Estados Unidos garantirão a todos os Estados desta União uma forma republicana de governo [...].
Essa seção, conhecida como Cláusula de Garantia, há muito tempo está na vanguarda do debate sobre os direitos dos cidadãos em relação ao governo. Ela determina que todos os estados dos EUA devem se basear em princípios republicanos, como o consentimento dos governados. Ao assegurar que todos os estados tenham a mesma filosofia republicana básica, a Cláusula de Garantia é uma das várias partes da Constituição que determina o federalismo simétrico entre os estados.
A Constituição não explica o que exatamente constitui uma forma republicana de governo. No entanto, há vários trechos nela em que os princípios por trás do conceito são articulados. O Artigo Sétimo, o último e mais curto dos artigos originais da Constituição, estipulava que a Constituição, antes de ser estabelecida como a "Lei da Terra", deveria obter o consentimento do povo ao ser ratificada por convenções populares nos diversos estados. Além disso, como exigia a ratificação de apenas nove estados para ser estabelecida, em vez do consentimento unânime exigido pelos Artigos da Confederação, a Constituição era mais republicana, pois protegia a maioria de ser efetivamente governada ou mantida em cativeiro pela minoria.
Os Documentos Federalistas também fornecem algumas informações sobre a intenção dos Fundadores. Uma forma republicana de governo é diferente de uma democracia direta, na qual os Pais Fundadores não tinham intenção de entrar. Como James Madison escreveu no Documento Federalista No. 10, "É por isso que tais democracias sempre foram espetáculos de turbulência e contenção; sempre foram consideradas incompatíveis com a segurança pessoal ou com os direitos de propriedade; e, em geral, foram tão curtas em suas vidas quanto violentas em suas mortes".
Uma crise política em Rhode Island na década de 1840, a Rebelião Dorr, forçou a Suprema Corte a decidir sobre o significado dessa cláusula. Na época, a constituição de Rhode Island era a antiga carta real estabelecida no século XVII. Na década de 1840, apenas 40% dos homens brancos livres do estado haviam sido emancipados. Uma tentativa de realizar uma convenção popular para redigir uma nova constituição foi declarada insurreição pelo governo da carta régia, e os líderes da convenção foram presos. Um deles entrou com uma ação no tribunal federal, argumentando que o governo de Rhode Island não tinha caráter "republicano" e que sua prisão (juntamente com todos os outros atos do governo) era inválida. No caso Luther v. Borden, a Suprema Corte decidiu que a determinação de se um governo estadual é uma forma republicana legítima, conforme garantido pela Constituição, é uma questão política a ser resolvida pelo Congresso. De fato, a Corte considerou a cláusula injustificável.
A decisão do caso Luther v. Borden atribuiu ao Congresso a responsabilidade de estabelecer diretrizes para a natureza republicana dos governos estaduais. Esse poder tornou-se uma parte importante da Reconstrução após a Guerra Civil Americana. A maioria republicana radical usou essa cláusula como base para assumir o controle dos estados ex-Confederados e promover os direitos civis dos libertos, além da limitação dos direitos políticos e de voto dos ex-Confederados, abolindo os governos estaduais ex-Confederados e estabelecendo diretrizes para a readmissão dos estados rebeldes na União.
Em 1912, o caso Luther foi reafirmado pelo caso Pacific States Telephone and Telegraph Co. v. Oregon, onde uma empresa de serviços públicos contestou uma lei tributária do Oregon aprovada por um referendo, em oposição ao processo legislativo comum. A empresa de serviços públicos alegou que o uso de referendos, como uma forma de democracia direta, violava a cláusula da forma republicana de governo, que permite apenas uma democracia representativa. O tribunal rejeitou a contestação, considerando que a contestação apresentava uma questão política injustificável que somente o Congresso pode resolver. A doutrina foi posteriormente limitada em Baker v. Carr (1962), que considerou justificável a falta de redistribuição legislativa estadual.
Embora a decisão da Suprema Corte no caso Luther v. Borden ainda seja válida hoje em dia, a Suprema Corte, ao considerar a Cláusula de Proteção Igualitária da Décima Quarta Emenda (adotada 19 anos após a decisão do caso Luther v. Borden), desenvolveu novos critérios para determinar quais questões são de natureza política e quais são justificáveis.

### Cláusula 2: Proteção contra invasão e violência doméstica
[...] e [os Estados Unidos] protegerão cada um deles [os Estados] contra invasão; e a pedido do Legislativo ou do Executivo (quando o Legislativo não puder ser convocado) contra violência doméstica.
A Seção Quatro exige que os Estados Unidos protejam cada estado contra invasão e, mediante solicitação do legislativo estadual (ou do executivo, se o legislativo não puder ser convocado), contra violência doméstica. Essa cláusula foi invocada pelo governador do Colorado, Elias M. Ammons, em 1914, durante a Guerra do Campo de Carvão do Colorado, em decorrência da qual o presidente Woodrow Wilson enviou tropas federais para o estado.